# Nemoura aetolica
Nemoura aetolica är en bäcksländeart som beskrevs av Peter Zwick 1978. Nemoura aetolica ingår i släktet Nemoura och familjen kryssbäcksländor. Inga underarter finns listade i Catalogue of Life.